# Christy Manzinga
Christy Manzinga (* 31. Januar 1995 in Saint-Germain-en-Laye) ist ein französisch-kongolesischer Fußballspieler, der beim Linfield FC unter Vertrag steht.

## Karriere
Christy Manzinga spielte ab seinem dreizehnten Lebensjahr in der Jugend von Paris Saint-Germain. Als 16-Jähriger kam er zum FC Lorient, den er nach zwei Jahren verließ. Erste Einsätze im Herrenbereich absolvierte er bei seiner nächsten Station in der zweiten Mannschaft von SCO Angers in der National 3. Dort blieb er zwei Jahre unter Vertrag.
Im Jahr 2017 wechselte der Stürmer zum belgischen Drittligisten Royal Châtelet-Farciennes SC. In zwei Spielzeiten traf er in 45 Ligaspielen zehnmal.
Nach einem erfolgreichen Probetraining in der Sommerpause 2019 unterschrieb er einen Einjahresvertrag beim schottischen FC Motherwell. Sein Debüt für den Verein gab er erst vier Monate später im November 2019 gegen den FC St. Johnstone. Dabei erzielte er nach seiner Einwechslung für Jermaine Hylton in der 89. Spielminute den 4:0-Endstand. Nach seinem Wechsel zu Linfield bestritt er für deren FC 54 Pflichtspiele, wobei ihm 23 Tore gelangen.
Weitere Stationen Manzingas lagen in Ungarn, Südkorea und in Israel.